# Asiatyla communicantis
Asiatyla communicantis är en mångfotingart som först beskrevs av Sergei I. Golovatch 1977.  Asiatyla communicantis ingår i släktet Asiatyla och familjen Diplomaragnidae. Inga underarter finns listade i Catalogue of Life.